# Tove Karoline Knutsen

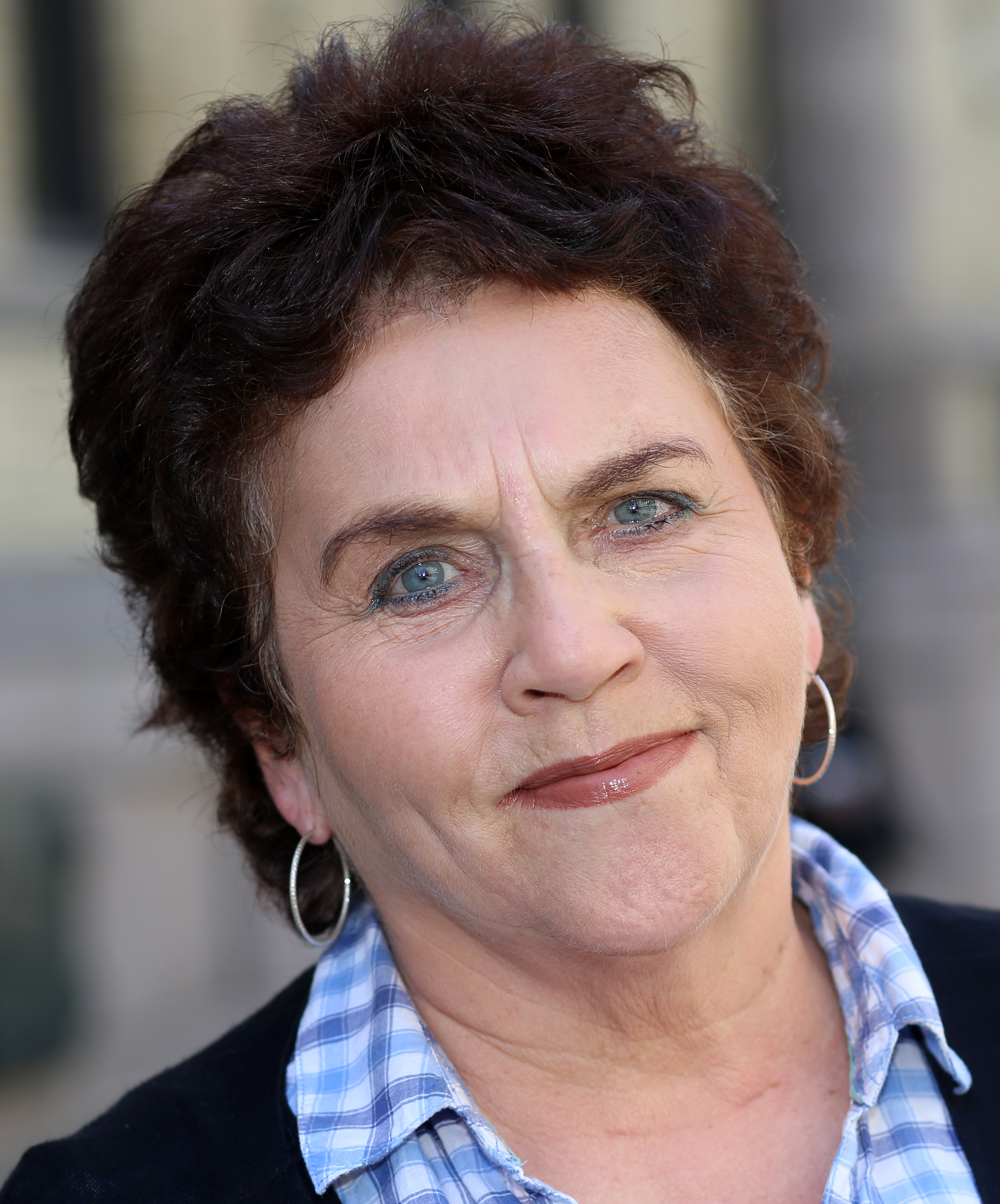
Tove Karoline Knutsen, 2013

Tove Karoline Knutsen (* 14. Januar 1951 in Torsken, Kommune Senja) ist eine norwegische Jazzsängerin und Politikerin der Arbeiderpartiet (Ap). Für ihre Arbeit als Musikerin wurde sie unter anderem mit einem Spellemannprisen ausgezeichnet.

## Leben
Knutsen studierte in den Jahren 1975 bis 1982 Geschichte, Spanisch und Musikwissenschaft an der Universität Tromsø und der Universität Oslo. In der Zeit von 1977 bis 1985 war sie Mitglied der Gruppe Søyr, die World Jazz spielte, und an deren ersten beiden Alben beteiligt. Zudem unterrichtete sie in Trondheim Jazzgesang am Musikkonservatorium. Im Jahr 1986 wirkte sie am Musical Evita in der Aufführung des Trøndelag Teaters mit. Später zog sie wieder nach Tromsø, wo sie von 1987 bis 1988 die Rektorin an der Musikschule Tromsø war. In den Jahren 1997 bis 2001 leitete sie als Direktorin die Festspiele in Nordnorwegen.
Im Laufe ihrer Karriere als Musikerin gab sie mehrere Alben als Solokünstlerin heraus. Ihr erstes Album Blå kveill veröffentlichte sie im Jahr 1980, für das zweite namens Veintetid erhielt sie einen Spellemannprisen. Den Prøysenpris, eine Auszeichnung für Menschen mit großem Einsatz innerhalb der Musik oder Prosa, erhielt sie gemeinsam mit Arvid Hanssen im Jahr 1982. 1992 und 1994 gab sie die beiden Werke Tenn lampa und Lat spille med vår heraus. Ab 1992 war Knutsen Mitglied in den Vorständen verschiedener Kulturorganisationen. So war sie zwischen 1992 und 1998 Mitglied im Vorstand des norwegischen Rundfunks Norsk rikskringkasting (NRK) und von 2001 bis 2004 Teil des norwegischen Kulturrates. Zudem leitete sie von 2004 bis 2005 die Initiative, die Olympischen Winterspiele 2014 nach Tromsø zu holen.
Im Jahr 2005 zog Knutsen erstmals in das norwegische Parlament, das Storting, ein. Dort vertrat sie bis 2017 den Wahlkreis Troms, sie wurde also zwei Mal wiedergewählt. Bei der Parlamentswahl 2017 trat sie nicht mehr erneut an, sie gab an, wieder auf die Musik setzen zu wollen. Im Dezember 2021 wurde sie vom Storting für den Zeitraum von 2022 bis 2025 zum Mitglied im NRK-Rundfunkrat (Kringkastingsrådet) ernannt.

## Auszeichnungen
- 1982: Prøysenpris
- 1984: Spellemannprisen
- 1992: Kulturpreis von Troms
- 1992: Nordlysprisen
- 1992: Gammleng-Preis
- 1994: Hamsun-Preis
- 2000: Nordprofil-Preis
- 2008: Petter-Dass-Medaille

## Alben
- 1980: Blå kveill
- 1984: Veintetid
- 1992: Tenn lampa
- 1994: Lat spille med vår